# غالوب لاستطلاعات الرأي

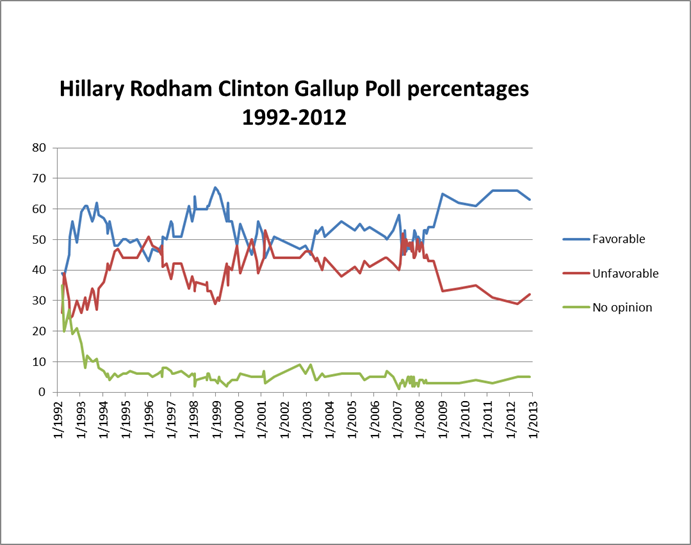

غالوب لاستطلاعات الرأي (بالإنجليزية: Gallup poll)‏ هي إحدى أقسام مؤسسة غالوب التي تجري بانتظام استطلاعات الرأي العام في الولايات المتحدة وأكثر من 140 دولة. غالوب لاستطلاعات الرأي حصلت على شهرتها من الإشارة إليها في كثير من الأحايين في وسائل الإعلام بوصفها كمؤسسة موثوق بها وموضوعية لقياس الرأي العام. تنشر نتائج الاستطلاع لغالوب والتحليلات وأشرطة الفيديو يوميا على عبر موقعها على الشابكة في شكل بيانات إخبارية.
تعرف في العالم العربي بغالوب لاستطلاعات الرأي.
تحصلت غالوب على مسماها من وراء اسم منشئها جورج غالوب وهو إحصائي أميركي، أسس الدكتور غالوب المعهد الاميركي للرأي العام، في مدينة برنستون، بولاية نيوجيرسي، في عام 1935،والذي مهد في نهاية الأمر لإنشاء منظمة غالوب. ولضمان الاستقلالية والموضوعية، قرر الدكتور غالوب أنه سوف يجرى اقتراعات غير مدفوع لها بأي شكل من الاشكال من قبل جماعات الضغط أو المصالح الخاصة مثل الحزب الجمهوري الأميركي أوالحزب الديموقراطي، وهو الالتزام الذي تتمسك مؤسسة غالوب به حتى اليوم.
تاريخيا، قامت غالوب باستطلاعات لقياس الرأي العام وتتبع المواقف الجماهيرية في كل من القضايا السياسية والاجتماعية والاقتصادية والمواضيع القضايا اليومية، بما فيها قضايا غاية في الدقة والحساسية أو حتى المثيرة للجدل.
استطلاعات غالوب مشهود لها بالدقة في التنبؤ الصحيح بنتائج الانتخابات الرئاسية في الولايات المتحدة. وهناك استثنائات بارزة لتلك الدقة كفوز ترماون على توماس ديوي في انتخابات عام 1948، حيث اختار أغلب المقترعين ديوي. وأيضا استطلاع غالوب أيضا بانتصار جيرالد فورد في عام 1976 امام جيمي كارتر.
قامت غالوب باستطلاع رأي في عام 2008 عن الانتخابات الأميريكية بين المرشحين الجمهوري جون ماكين والديموقراطي باراك أوباما، حيث استدعت غالوب ما يقترب من 1000 أمريكي راشد كل يوم ثم قامت بنشر الاستقصاء عبر موقعها كل ثلاثة أيام.

## وصلات خارجية
- موقع مؤسسة غالوب
- اقتراعات غالوب للانتخابات الأميريكية 2008